# 시라사키 료헤이
시라사키 료헤이(일본어: 白崎 凌兵, 1993년 5월 18일 ~ )는 일본의 전 축구 선수이다.

## 구단 경력
그는 2012년부터 J리그의 시미즈 에스펄스, 카탈레 도야마, 가시마 앤틀러스, 사간 도스에서 뛰었다.